# Kuznetsov NK-93
Il Kuznetsov NK-93  è un motore aeronautico turboventola ad elevato rapporto di diluizione in fase di sviluppo sin dalla fine degli anni ottanta in Unione Sovietica (ed oggi in Russia), per equipaggiare una classe di aerei da trasporto civili e militari a medio raggio.
L'inedita configurazione lo rende per certi aspetti affine ad un motore propfan col quale condivide il notevole rapporto di bypass e le pale di grande diametro a geometria variabile, ma se ne discosta per la presenza del condotto che racchiude le ventole. Fu sviluppata anche una versione in grado di usare indifferentemente come combustibile GPL o cherosene, cui venne assegnata la sigla NK-94.

## Storia del progetto
Sulla base del progetto del motore Kuznetsov NK-92, un turboventola ad alto rapporto di diluizione studiato per equipaggiare un aereo da trasporto strategico che però non vide mai la luce (l'Ilyushin Il-106), nel 1986 sotto la direzione di Valentin Anisimov venne approvato lo sviluppo di un motore turbofan più piccolo, l'NK-93, che aveva nel basso consumo specifico il suo punto di forza.
Nel febbraio del 1988 fu provato per la prima volta il generatore di gas del motore, mentre il prototipo completo girò al banco nell'agosto del 1991. Il 29 dicembre del 2006 iniziarono le prove in volo con un NK-93 montato sull'aereo-laboratorio Il-76LL, ma diversi problemi tecnici (tra cui il notevole ingombro e peso che lo penalizzano nell'impiego reale e problemi di affidabilità del riduttore delle ventole) portarono al rallentamento della certificazione che a distanza di anni non è ancora stata raggiunta.
L'NK-93 è stato proposto come motorizzazione alternativa ai turboventola Aviadvigatel PS-90 per l'aereo da trasporto Tupolev Tu-330, ma nel 2009, a causa della mancanza di fondi, venne esclusa la produzione in serie del motore.

## Tecnica

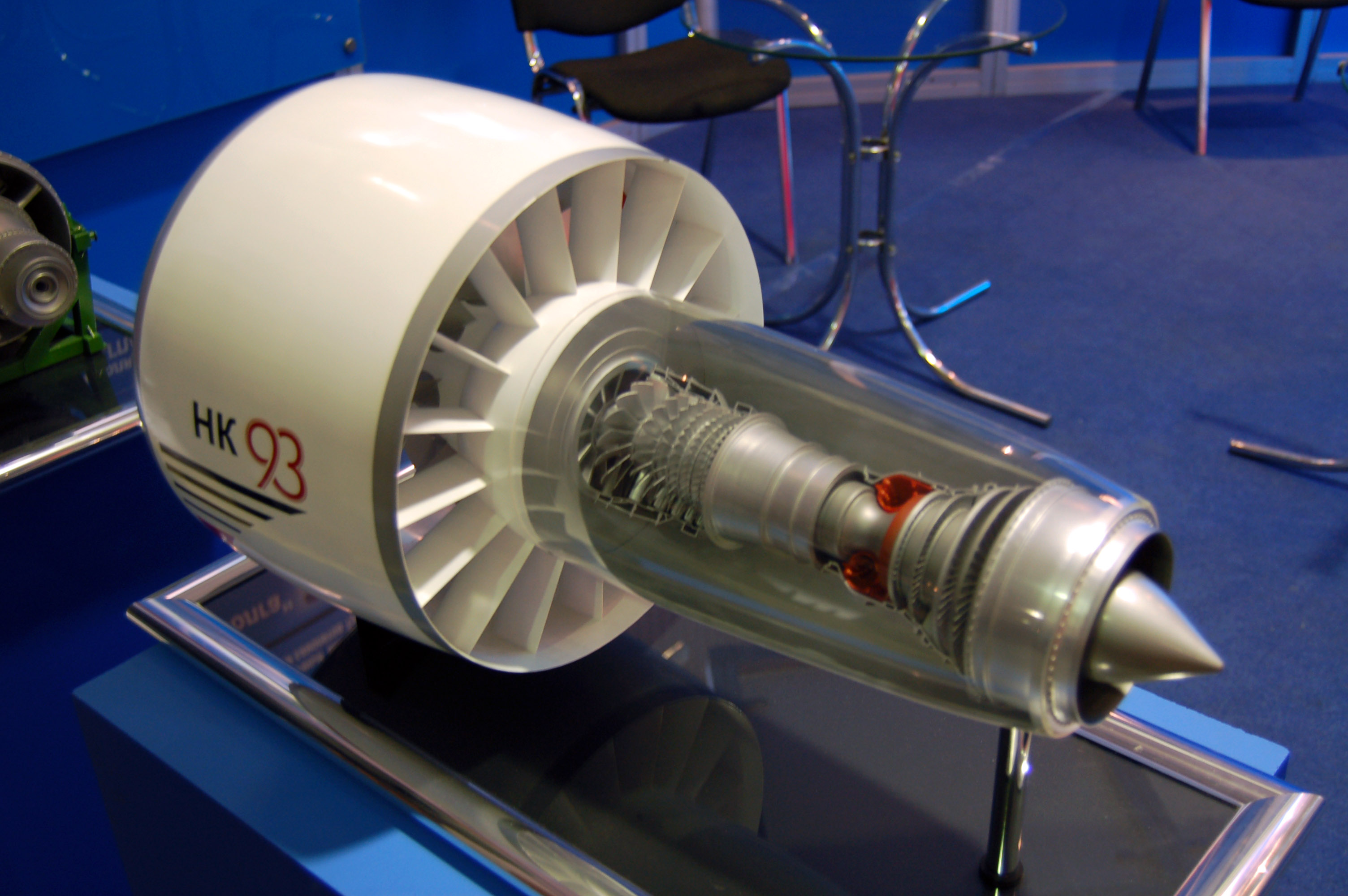
Modello di NK-93 esposto al MAKS 2009

Come in alcuni propfan, l'NK-93 è dotato di una coppia di ventole controrotanti collegate, mediante un riduttore di giri, ad un albero mosso da tre stadi di turbina.
Il riduttore epicicloidale a sette satelliti è progettato per trasferire una potenza di 30 0000 cavalli con un limite vita di 20000 ore ed un intervallo di revisione di 7500 ore. La ventola anteriore è dotata di otto pale, mentre la posteriore di dieci, tutte con profilo a sciabola e angolo di calettamento variabile a seconda del regime di funzionamento. Sui prototipi le pale sono costruite in lega di magnesio, mentre era previsto l'impiego di materiali compositi per gli esemplari di produzione.
Le palette ed i dischi del compressore di bassa pressione e dei primi tre stadi del compressore di alta pressione sono costruiti in titanio, mentre i restanti sono in acciaio. Per i dischi della turbina sono usate leghe al nichel, mentre le palette delle turbine di alta e media pressione sono costruite in monocristallo a solidificazione direzionale.
La camera di combustione è di tipo anulare; la versione NK-94 è specificatamente disegnata per impiegare indifferentemente GPL o cherosene.

## Velivoli utilizzatori
Russia
- Ilyushin Il-96LL (aereo laboratorio)
- Tupolev Tu-204 (motorizzazione proposta)
- Tupolev Tu-330 (motorizzazione proposta)